# Meyer Lansky
Meyer Lansky (født Meier Suchowlański 4. juli 1902, død 15. januar 1983), også kendt som " The Mob's Accountant," var en polsk-født amerikansk gangster, der sammen med Charles "Lucky" Luciano var en central skikkelse i udviklingen af den amerikanske gangsterorganisation National Crime Syndicate.
Lansky var en del af den amerikanske jødiske mafia og udviklede et spilleimperium, der havde aktiviteter i flere lande. Det formodes, at han modtog andele af spilleaktiviteterne fra kasinoer i Las Vegas, Cuba, Bahamas og London. Selvom han var en del af den jødiske mafia, havde han tætte forbindelser til den italiensk-amerikanske mafia, og han spillede en stor rolle i konsolideringen af den kriminelle underverden. Det præcise omfang af hans rolle er omdiskuteret, og Lansky selv afviste mange af de fremsatte beskyldninger mod ham.
På trods af at Lansky i mere end 50 år var tilknyttet mafiaen, blev han aldrig dømt skyldig i andet end ulovlig spilleaktivitet. Han har et eftermæle som en af de økonomisk mest succesfulde gangstere i amerikansk historie. Det er anslået at han i 1959 havde en formue på omkring 20 millioner US dollars (svarende til ca. $159 mio. i 2020). Da han døde i 1983 kunne der blot findes $57.000 (nutidsværdi ca. $155.000) i boet.

## Opvækst og ungdom
Meier Suchowlański blev født den 4. juli 1902, i Grodna, i Det Russiske Kejserrige (i dag beliggende i Hviderusland), i en polsk-jødisk familie, der oplevede antisemitisme og pogromer fra kejserrigets myndigheder. Når Lansky blev spurgt om sit fædreland, svarede han altid "Polen". Lansky emigrerede med sin mor og sin bror Jacob i 1911 til USA gennem havnebyen Odessa og blev genforenet med faren, der var emigreret i 1909. Familien slog sig herefter ned i Lower East Side på Manhattan i New York.
Som barn i New York mødte Lansky Benjamin "Bugsy" Siegel. De to blev livsvarige venner og partnere og drev under forbudstiden sammen ulovlig import og handel med spiritus, en aktivitet, der blev kendt som "Bugs and Meyer Mob", der fik ry for at være en af de mest voldelige gangster-grupperinger under forbudstiden. Lansky havde også et tæt venskab til Charles "Lucky" Luciano; de to havde mødtes som teenagere, da Luciano havde forsøgt at afpresse Lansky for beskyttelsespenge, da han gik hjem fra skole. Luciano havde respekt for Lanskys stålsatte nægten af at betale noget på trods af Lucianos trusler, og de to blev livsvarige partnere derefter. De to sluttede sig sammen med den ældre gangster Arnold Rothstein, indtil Rothstein blev myrdet i 1928.
Luciano forestillede sig at danne et amerikansk forbrydersyndikat ("National Crime Syndicate") med deltagelse af gangstere fra de italienske, jødiske og irske mafia-grupperinger, som i fællesskab kunne fordele ressourcerne og markederne og på denne måde gøre de kriminelle aktiviteter mere profitable. Organisationen blev dannet efter Lansky sammen med Johnny Torrio og Frank Costello arrangerede en gangster-konference i Atlantic City i maj 1929.

## Spilleaktiviteter
I 1936 havde Lansky etableret spilleaktiviteter i Florida, New Orleans og Cuba. Spilleaktiviteterne var succesfulde, bl.a. på grund af Lanskys talent for tal og beregning af odds og som følge af hans forbindelser til mafiaen og et netværk af korrupte politifolk, der sikrede juridisk og fysisk sikkerhed mod andre kriminelle organisationer. Dertil kom, at Lansky lagde vægt på, at kasinoerne og kasinoernes medarbejdere havde en høj grad af integritet, og således ikke fik ry som clip joints, hvor kunderne blev snydt med uhæderlige odds eller falske spil.
I 1946 overtalte Lansky den italiensk-amerikanske mafia til at give Bugsy Siegel ansvaret for at opbygge Las Vegas og til at investere i Siegels Flamingo Hotel. For at sikre sig mod at blive mødt med skattekrav overførte Lansky de illegale indtægter fra sit voksende kasino-imperium til en bankkonto i Schweiz, hvor der var sikret bankhemmelighed. Lansky købte senere en bank i Schweiz, hvor igennem han hvidvaskede penge gennem et net af skuffeselskaber.

## Involvering i 2. verdenskrig
I 1930'erne var Lansky med sin bande involveret i at forstyrre møder og demonstrationer afholdt af det nazistiske German-American Bund. Lansky fortalte i et interview om en hændelse i Yorkville, et tysk kvarter på Manhattan, hvor Lansky sammen med 14 andre gangstere afbrød et møde:
Scenen var dekoreret med hagekors og et billede af Adolf Hitler. Talerne begyndte at rable. Vi var kun 15, men vi gik i gang. Vi smed nogle af dem ud af vinduerne. De fleste af de der nazister gik i panik og løb ud. Vi fulgte efter dem og gav dem tæsk. Vi ville vise dem, at jøderne ikke altid bare lænede sig tilbage og lod sig fornærme.
Under 2. verdenskrig var Lansky involveret i de amerikanske myndigheders "Operation Underworld", hvor myndighederne rekrutterede kriminelle til at opspore tyske spioner og sabotører. Lansky var med til at indgå en aftale med regeringen gennem officerer i US Navy. Efter aftalen skulle mafiaen skaffe sikkerhed for de krigsskibe, der blev bygget og repareret i New Yorks havn, mod til gengæld af løslade Luciano fra fængslet.

## The Flamingo
Lansky deltog i 1946 i et hemmeligt møde i Havana for at drøfte Siegels ledelse af opbygningen af Flamingo Hotellet i Las Vegas. Projektet var forsinket og kostede Siegels mafia-investorer mange penge. En del af mafia-bosserne ville likvidere Siegel, men Lansky bad om, at Siegel fik en chance til.:36–38  På trods af, at Lansky fik overtalt mafia-lederne til at give Siegel mere tid, fortsatte Siegel med at tabe penge på Flamingo. Der blev herefter indkaldt til et nyt møde, der blev afholdt på et tidspunkt, hvor The Flamingo var begyndt at give et mindre overskud. Det lykkedes Lansky med støtte fra Luciano at overtale de øvrige investorer til at give Siegel mere tid. Da hotellet imidlertid igen begyndte at tabe penge igen, formodes det, at mafia-lederne besluttede at likvidere Siegel. Det er omtvistet, om Lansky var involveret i beslutningen om at likvidere Siegel.
Den 20. juni 1947 blev Siegel skudt og dræbt i sit hjem i Beverly Hills i Californien. Kort efter likvideringen gik Lanskys medarbejdere, herunder Gus Greenbaum og Moe Sedway, ind på The Flamingo og overtog kontrollen med kasinoet. Ifølge FBI beholdt Lansky en betydelig økonomisk interesse i The Flamingo i de næste 20 år.

## Cuba
Efter afslutningen af 2. verdenskrig blev Luciano løsladt fra fængslet og udvist fra USA og sent til Italien. Luciano rejste dog i hemmelighed fra Italien til Cuba, hvorfra han forsøgte at genvinde kontrollen med den amerikanske mafia. Luciano opnåede tætte kontakter til Cubas præsident Fulgencio Batista og drev nogle kasinoer i Havana.
Batista og Lansky mødtes og opnåede et langvarigt venskab. Under et ophold Waldorf-Astoria Hotel efter afslutningen af krigen aftalte de to, at Lansky og Lanskys organisation fik adgang til at drive kasinoer og væddeløbsbaner i Cuba mod til gengæld at give Batista andel af indtægterne. Lansky indkaldte til en konference blandt mafia-cheferne den 22. december 1946 på Hotel Nacional. På mødet deltog fra New York bl.a. Joe Adonis, Albert "The Mad Hatter" Anastasia, Frank Costello, Joseph "Joe Bananas" Bonanno, Vito Genovese, Moe Dalitz og Thomas Luchese samt mafiachefer fra Florida, New Orleans og Chicago samt repræsentanter fra den jødiske mafia. I konferencen deltog også Luciano, der var rejst til Havana på et falsk pas. På konferencen blev drøftet mafiaens investeringer i spilleindustrien i Cuba.
Lansky tilbød i 1952 den cubanske præsident Carlos Prío Socarrás 250.000$ for at træde tilbage, således at Batista kunne vende tilbage til magten. Da Batista ved et militærkup vendte tilbage til magten i marts 1952 satte han hurtigt udviklingen af spilleindustrien tilbage på sporet, og i 1955 gav Batista en licens til at drive spilleaktiviteter til enhver, der investerede 1 million dollars i et hotel eller 200.000$ i en ny natklub. I modsætning til i Las Vegas krævede en licens ikke et baggrundstjek. Batistas regering modtog andel af indtægterne fra spilleindustrien i form af skatter og afgifter.
Lansky etablerede en lang række hoteller og kasinoer i Havana, herunder Cabaret Montmartre, Habana Riviera og et kasino i Hotel Nacional.

### Cubanske revolution
Batistas regime mødte modstand og Fidel Castros oprørere under den cubanske revolution førte til uro i landet. Nytårsaften 1958 fejrede Lansky på Habana Riviera, at han havde tjent 3 millioner $ i det forgangne år. Samme nat flygtede Batista til den Dominikanske Republik. Mange af hotellerne og kasinoerne blev plyndret samme nat. Den 8. januar 1959 indtog Castros oprørere Havana, og Casto etablerede sin kommandopost på Hilton-hotellet i byen. Lansky var flygtet fra Cuba dagen inden. Det nye regime i Cuba nationaliserede hotellerne og nedlagde kasinoerne. Lansky søgte efterfølgende kompensation fra den amerikanske regering for sine tab på Cuba.
Det er anslået at da han forlod Cuba havde en formue på omkring 20 millioner US dollar (svarende til ca. 159 mio. $ i 2020). 

## Afpresning af J. Edgar Hoover og andre
Lansky anses at have kontrolleret belastende billedmateriale, der viste FBI's chef J. Edgar Hoover i seksuelle situationer med sin næstkommanderende Clyde Tolson. I bogen Official and Confidential: The Secret Life of J. Edgar Hoover, citeres flere førstehåndsvidner for at give udtryk for, at Lansky brugte afpresning for at få indflydelse over politikere, politifolk, anklagere og dommere. Som en del af afpresningen indgik billeder optaget under orgier arrangeret af Lanskys medarbejder, en advokat ved navn Roy Cohn og en spiritusmagnat, Lewis Rosenstiel, som Lansky kendte fra sine aktiviteter under forbudstiden.
Offentliggørelsen af FBI's materiale om Lansky viste, at FBI havde Lansky under intens overvågning og efterforskning, og det forekommer sandsynligt, at Lansky alene kunne undgå tiltaler, såfremt han havde benyttet afpresning. Roy Cohn (der senere blev advokat for Donald Trump) benyttede selv afpresning af politikere for at undgå tiltaler for kriminelle forhold.

## Forsøg på emigration til Israel og retssag
Lansky flyttede i 1970 til Israel for at undgå en straffesag om skattesvig. På daværende tidspunkt tillod Israel ikke udlevering af jøder til strafferetlig forfølgelse i andre lande, ligesom alle jøder kunne opnå ophold i Israel. Den israelske regering kunne dog afvise at give varigt ophold til jøder, der havde en kriminel fortid. To år efter Lansky flyttede til Israel, blev han deporteret retur til USA. USA tiltalte herefter Lansky for skatteunddragelse baseret på vidneudsagn fra en lånehaj, Vincent "Fat Vinnie" Teresa. Lansky blev frifundet for anklagerne i 1973.

## Død
Lansky trak sig tilbage og slog sig ned i Miami, hvor han boede de sidste år af sit liv. Han døde af lungecancer den 15. januar 1983 i en alder af 80 år. Han efterlod sig en enke og tre børn.
FBI formodede på den tid, at Lansky ejede mere en 300 millioner dollars på skjulte bankkonti, men pengene blev aldrig fundet. Der blev i boet alene konstateret ganske få midler. I en biografi om Lansky skrevet af Robert Lacey er beskrevet Lanskys økonomiske vanskeligheder i de sidste år af sit liv. Lansky kunne ikke betale for lægehjælp til sin handicappede søn, der endte med at dø i fattigdom. Ifølge biografien var der ikke noget, der beviste, at Lansky skulle have haft en rolle som "konge af al ondskab, en mørkets fyrste, der inspirerede og kontrollerede organiseret kriminalitet i Amerika", og at alt tydede på, at Lanskys rigdom og indflydelse var voldsomt overdrevet. Lanskys barnebarn fortalte forfatteren T.J. English, at der ved Lanskys død kun blev fundet 57.000$ i kontanter.
En journalist på The Miami Herald, Hank Messick, der har brugt år på at undersøge Lanskys liv, har hævdet, at nøglen til forståelse af Lansky er, at "Lansky ikke ejer aktiver, han ejer mennesker". Ifølge Messick var realiteten, at Lansky havde placeret store summer på konti i andre mennesker navn. Lanskys datter Sandra fortalte i 2010, at hendes far engang i begyndelsen af 1970'erne, da Lansky var under anklage for skattesvig, havde overført omkring 15 millioner $ til Sandras bror. Hvor mange penge Lansky var god for, vil formentlig aldrig blive opklaret.

## I populærkultur

### I film
- Karakteren Hyman Roth, spillet af Lee Strasberg, og visse dele af karakteren Michael Corleone i filmen The Godfather Part II (1974), er baseret på Lansky. Kort efter filmens premiere i 1974 ringede Lansky til Strasberg og lykønskede ham med en god præstation, men tilføjede "Du kunne godt have spillet mig mere sympatisk". Karakteren Johnny Ola, Roths højre hånd, var inspireret af Lanskys medarbejder Vincent Alo. Karakteren Moe Greene, der var en af Roths venner er baseret på Bugsy Siegel.[39][40]
- Karakteren Maximilian "Max" Bercovicz, en gangster spillet af James Woods i Sergio Leones film fra 1984 Once Upon a Time in America, var inspireret af Lansky.[41]
- I Sydney Pollacks film Havana fra 1990 spiller Mark Rydell Lansky.
- I filmen Bugsy fra 1991, en biografisk film om Benjamin Siegel, er Lansky en betydningsfuld karakter, spillet af Ben Kingsley.
- I film Mobsters fra 1991 spilles Lansky af Patrick Dempsey.
- I filmen The Lost City fra 2005 indgår en fiktiv involvering af Lanskys involvering i Cuba; karakteren spilles af Dustin Hoffman.
- I den biografiske film Lansky fra 2021 spilles en aldrende Lansky af Harvey Keitel, og en yngre udgave af Lansky af John Magaro.